# Edvard Linna
Edvard Linna (Mikkeli, 26 de agosto de 1886 — Helsinki, 30 de dezembro de 1974) foi um ginasta finlandês que competiu em provas de ginástica artística pela nação.
Linna é o detentor de uma medalha olímpica, conquistada na edição de 1908, nos Jogos de Londres. Na ocasião, ao lado de outros 25 companheiros, conquistou a medalha de bronze, após ser superado pelas nações da Suécia, de Sven Landberg, medalhista de ouro, e Noruega, segunda colocada.